# Geoffrey Holmes
Geoffrey Holmes (Kanada, Ontario, Toronto, 1894. február 19. – Egyesült Királyság, Surrey, Woking, 1964. május 7.) kanadai-brit olimpiai bronzérmes jégkorongozó.
Mint abban az időben szinte minden brit jégkorong-válogatott játékos, ő is kanadai születésű volt. Katonai iskolában tanult, mikor kitört az első világháború és azonnal beállt a brit seregbe. A háború után befejezte tanulmányait. Az 1924. évi téli olimpiai játékokon a részt vett a jégkorongtornán. Ő volt a csapatkapitány. Egy gólt ütött a belga jégkorong-válogatottnak. A tornán bronzérmesek lettek. A háború alatt megszállott keresztény lett és mindent hátrahagyva misszionárius lett Kelet-Afrikában.